# ワ (ガーナ)
ワ（英語：Wa）はガーナ北西部の上西州の州都。
2012年の人口は約10.2万人。
モスクやワ・ナ宮殿、博物館、河馬保護区が有名である。

## 地理
カレオ近郊のオンボ山（残丘）が有名である。

## 交通

### 道路
- 北：ハミレ（英語版）
- 北東：ツム（英語版）/上東州

### 空港
- ワ空港[1]

## 歴史
サハラ交易の拠点として栄えた。
19世紀、ババツが上西州を襲撃した。

## 環境・気候
ワはサヘル南部に位置する。
年間平均降水量は879mmで、その殆どが5～10月に降る。
雨季が終わると「ハルマッタン」と呼ばれる乾季が訪れる。
常に埃っぽく、サハラ砂漠からの北風が吹き寄せる。
2～3月が最も暑く、日中の気温は40℃に達する事も有る。
| ワの気候               | ワの気候 | ワの気候 | ワの気候 | ワの気候 | ワの気候 | ワの気候  | ワの気候  | ワの気候  | ワの気候  | ワの気候 | ワの気候 | ワの気候 | ワの気候    |
| 月                     | 1月      | 2月      | 3月      | 4月      | 5月      | 6月       | 7月       | 8月       | 9月       | 10月     | 11月     | 12月     | 年          |
| ---------------------- | -------- | -------- | -------- | -------- | -------- | --------- | --------- | --------- | --------- | -------- | -------- | -------- | ----------- |
| 平均最高気温 °C （°F） | 34 (93)  | 36 (97)  | 38 (101) | 39 (103) | 37 (98)  | 34 (93)   | 32 (90)   | 3 (37)    | 48 (118)  | 35 (95)  | 36 (96)  | 35 (95)  | 33.9 (93)   |
| 平均最低気温 °C （°F） | 18 (64)  | 20 (68)  | 24 (76)  | 27 (80)  | 26 (78)  | 24 (75)   | 23 (73)   | 21 (70)   | 21 (70)   | 22 (71)  | 18 (65)  | 18 (64)  | 21.8 (71.2) |
| 降水量 mm （inch）     | 5 (0.2)  | 5 (0.2)  | 25 (1.0) | 51 (2.0) | 76 (3.0) | 127 (5.0) | 203 (8.0) | 229 (9.0) | 127 (5.0) | 25 (1.0) | 3 (0.1)  | 3 (0.1)  | 879 (34.6)  |
| 出典：Myweather2.com   |          |          |          |          |          |           |           |           |           |          |          |          |             |

## 経済・農業
ワは農業が中心で、人口の大部分が小規模農業に従事している。
玉蜀黍、雑穀、ヤム、オクラ、バンバラマメ、陸稲、マンゴーが中心である。
野生の木から取れるシアーバターノキの実は、食用の他に油や化粧品にも使われる。

## 教育
発展研究大学のキャンパスが有る。

## 文化

### ダンバ祭
ダンバ祭はワの伝統的な祭りである。
毎年9月末に収穫に感謝して行う。
地面に横たわった牛をワ・ナが跨ぐのが見せ場である。
この時にワ・ナの体や服の一部でも牛に触れると、ワ・ナは一年以内に死ぬと信じられている。
逆に跨ぐのに成功すると、翌年の成功が保障されると信じられている。